# Max Roscher

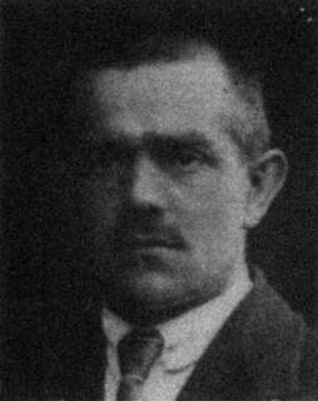
Max Roscher (um 1924)

Max Roscher (* 22. Juli 1888 in Pockau; † 28. August 1940 in Peredelkino, Sowjetunion) war Reichstagsabgeordneter und sächsischer Landtagsabgeordneter der KPD in der Weimarer Republik.

## Leben
Max Roscher wurde am 22. Juli 1888 im erzgebirgischen Pockau als Sohn eines Kleinbauern geboren. Nach der Volksschule und einer Maurerlehre verdingte er sich von 1904 bis 1908 als Wandergeselle. Er arbeitete dabei in Ziegeleien und Baubetrieben. 1911 wurde Roscher Mitglied der SPD. Mit Beginn des Ersten Weltkrieges wurde er als Soldat an die Front eingezogen. Während des Krieges nahm Roscher Kontakt zur Spartakusgruppe auf. Nach den Waffenstillstandsverhandlungen kehrte er im Dezember 1918 in seine sächsische Heimat nach Marienberg zurück und wurde Mitglied des hiesigen Arbeiter- und Soldatenrates. Zwangsläufig trat Roscher im März 1919 zur KPD über und wurde 1920 deren politischer Leiter im Unterbezirk Pockau. Bis 1922 als Maurer tätig, wurde er 1923 als hauptamtlicher OrgLeiter nach Thüringen geschickt, kehrte jedoch im Frühjahr 1924 nach Pockau zurück.
Roscher kandidierte im Mai 1924 im Wahlkreis Chemnitz-Zwickau erfolgreich für den Reichstag. Nach der kurzlebigen 2. Wahlperiode wurde er jedoch nicht wiedergewählt. Nach der Episode als Reichstagsabgeordneter wurde Roscher Agitpropsekretär der KPD-Bezirksleitung Chemnitz-Erzgebirge. In dieser Funktion wurde er im Februar 1925 verhaftet und blieb bis zum November desselben Jahres hinter Gefängnismauern. Zu den sächsischen Landtagswahlen 1926 kandidierte Roscher wieder als Kandidat der KPD und bekam ein Mandat für die 3. Wahlperiode bis 1929. Bei den innerparteilichen Flügelkämpfen der Jahre 1928/29 stand er zur Linie der Parteiführung und blieb Mitglied der sächsischen KPD-Landtagsfraktion. Als Leiter des KPD-Unterbezirks Freiberg wurde Roscher Anfang 1931 verhaftet und im September desselben Jahres wegen „Vorbereitung zum Hochverrat“ zu 20 Monaten Gefängnis verurteilt. Auf Grund seiner angegriffenen Gesundheit wurde er jedoch nach einiger Zeit wieder entlassen.
Roscher nahm seine alte Funktion in Freiberg wieder wahr, emigrierte dann jedoch im Februar 1933 in die ČSR. Nach einem kurzen Intermezzo von August bis Dezember 1933 nochmals in Dresden ließ er sich endgültig in Prag nieder. Zur Wiederherstellung seiner Gesundheit schickte ihn die Partei in die Sowjetunion. Von dort ging er nach einem Kuraufenthalt und einer Tätigkeit als Instrukteur in Charkow bei Ausbruch des Bürgerkriegs in Spanien 1936 zu den Internationalen Brigaden. Er kämpfte dort im Edgar-André-Bataillon. Vor Madrid erlitt Roscher im November eine schwere Verwundung. Trotz mehrfacher Operationen hinter der Front und in der Sowjetunion starb Roscher in einem Erholungsheim für versehrte Spanienkämpfer in Peredelkino bei Moskau.
Max Roscher war der Vater des SED-Funktionärs Paul Roscher (1913–1993).

## Ehrungen in der DDR
- Mot.-Schützenregiment 7 „Max Roscher“ in Marienberg
- „Max Roscher-Kaserne“ in Marienberg
- Torpedoschnellboot der Volksmarine „Max Roscher“
- Bergwerksschacht in Brand-Erbisdorf
- POS „Max Roscher“ in Mülsen
- POS „Max Roscher“ in Borstendorf
- VEB Strumpfkombinat ESDA, Betriebsteil „Max Roscher“ Gornau
- Jugendherberge Frauenstein
- LPG „Max Roscher“ in Wernsdorf
- Straße in Freiberg